# Emilio Dandolo

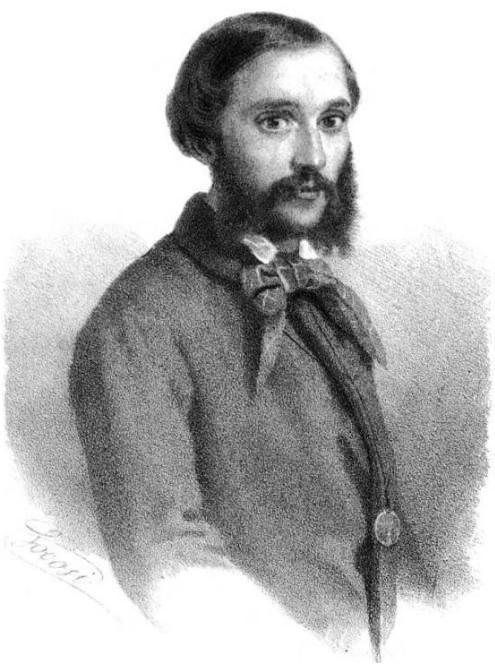
Emilio Dandolo.

Emilio Dandolo, född den 5 juli 1830 i Varese, död den 20 februari 1859 i Milano, var en italiensk patriot, son till Tullio Dandolo.
Dandolo deltog i revolutionen i Milano 1848, kämpade mot österrikarna i Lombardiet och Tyrolen, senare mot fransmännen i Rom; strider, som han senare skildrade. Efter en resa i Orienten 1850-1851 utgav han Viaggio in Egitto, nel Sudan, in Siria ed in Palestina 1850-51 (1854). Hans biografi författades av Giulio Carcano (1872).